# Capgròs
|  | Aquest article tracta sobre els amfibis anurs. Si cerqueu la figura folklòrica, vegeu «cabuts». |

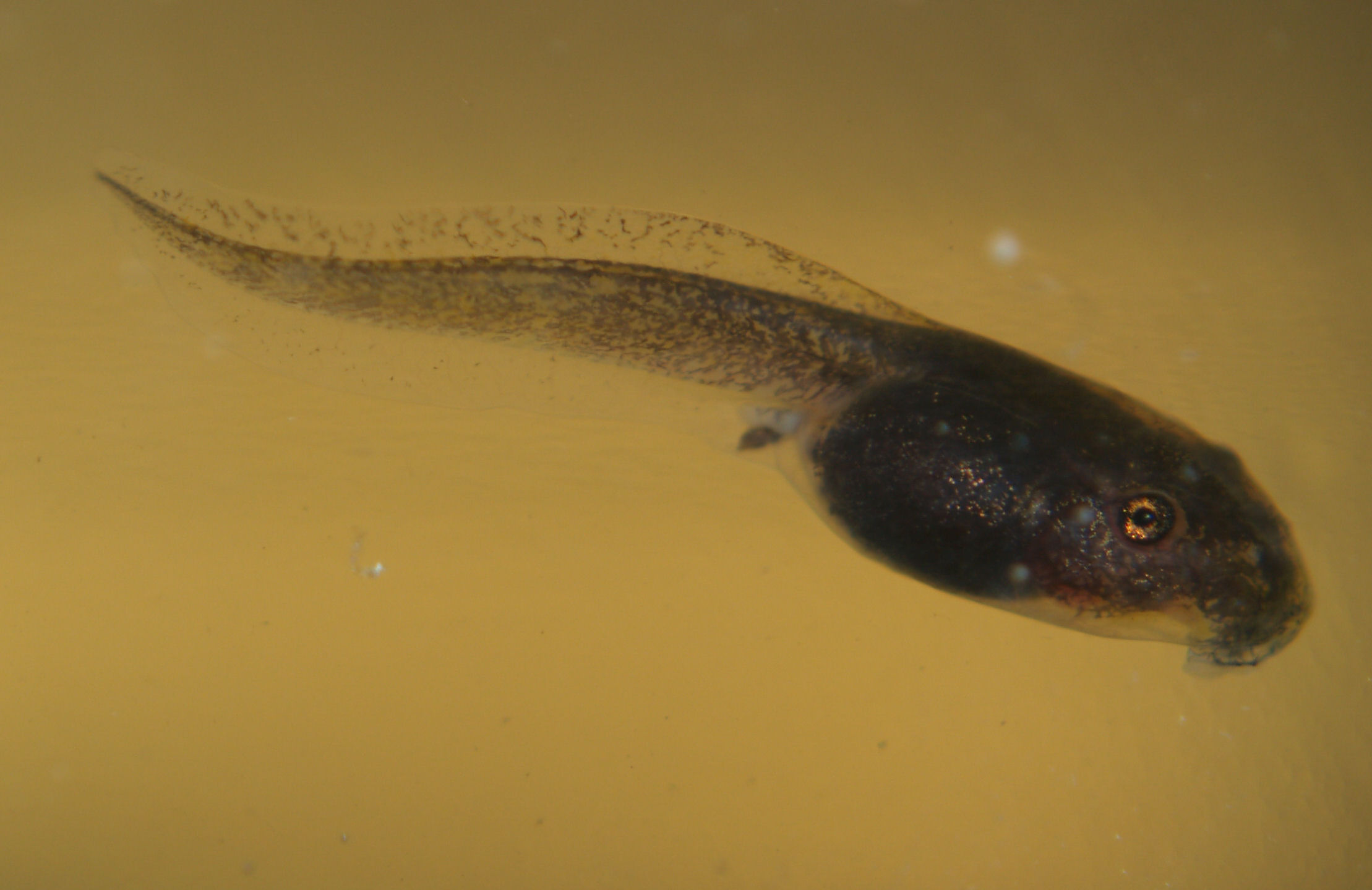
Capgròs de Litoria xanthomera

El capgròs o cullerot (o també cabot, cabut, cap de bou, renoc o cullereta) és la forma que presenten els amfibis, com la granota o la reineta meridional, en l'etapa larvària del cicle de vida biològic.
La majoria dels capgrossos són completament aquàtics, encara que algunes espècies d'amfibis tenen capgrossos que són terrestres. Els capgrossos tenen algunes característiques semblants als peixos que potser no es troben en els amfibis adults, com ara una línia lateral, brànquies i cues per a nedar. A mesura que experimenten una metamorfosi, comencen a desenvolupar pulmons funcionals per respirar aire, i canvien dràsticament la dieta.
Neix dels ous dipositats entre les plantes palustres en llocs de poca fondària, tot i que alguns amfibis porten els petits al damunt fins que es desenvolupen. El capgròs es caracteritza per la manca d'extremitats, les quals li van apareixent a mesura que va creixent, alhora que la cua va desapareixent.
Alguns amfibis, com alguns membres de la família de les granotes Brevicipitins, experimenten un desenvolupament directe – és a dir, no pateixen una fase larvària de vida lliure com els capgrossos – en lloc d'emergir dels ous com a miniatures de "granota" completament formades de la morfologia adulta. Algunes altres espècies es desclouen en capgrossos sota la pell de la femella adulta o es mantenen en una bossa fins després de la metamorfosi. Com que no tenen esquelets durs, es podria esperar que els fòssils de capgròs no existissin. Tanmateix, s'han conservat rastres de biofilms i s'han trobat capgrossos fòssils que es remunten al Juràssic mitjà.
Els capgrossos es mengen com a aliment humà en algunes parts del món i s'esmenten en diversos contes populars d'arreu del món.

## Noms populars dialectals

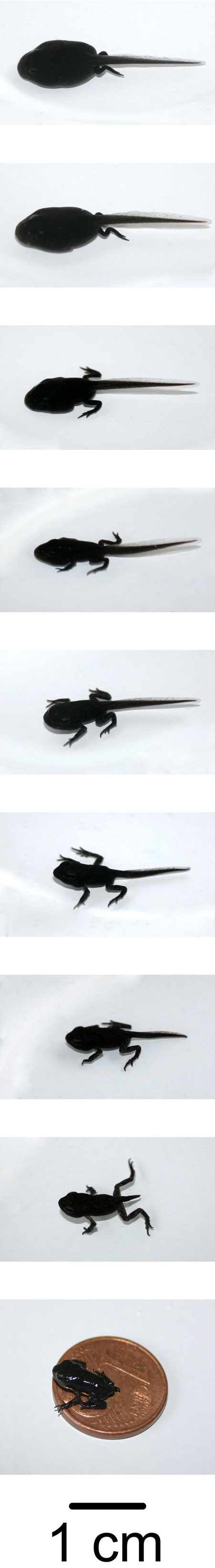
Metamorfosi del gripau comú

Els normatius:
- capgròs[1] (català oriental central: Empordà, Berguedà, Ripollès, Plana de Vic, Barcelonès), cabot[3] (St. Feliu de Guíxols, Alacant, Artà, Pollença, Sóller, Montnegre), cabut,[4] cap de bou,[5] renoc,[6] cullereta[7] (Pallars, Baix Camp, Alt Camp, Tarragonès) o cullerot[2] (a Tortosa, València, Fraga).

Altres noms:
- Al nord de Catalunya: capbou, cap de bou (Rosselló, Vallespir, Conflent, Empordà, Barcelonès), cap de mort (Illa, Conflent), ull de bou, papibou (al Baix Empordà), greixando (Banyoles), galamó (Vilassar de Dalt)

cabota (Alzira), carbassuda (Selva, Empordà?), corriola/curriola (Organyà, Oliana, Alt Urgell), culler (Sort, Rojals, Pallars), culleret (Montsià), culleró (a Maella), cullerola (a Biscarri), cabotí (Mallorca), calabotí (Mallorca, La Cellera de Ter), calapotí (a Mallorca, a l'Empordà i la Garrotxa), samaruc (Montsià, Amposta, Castelló de la Plana), samaroc (Maestrat), panxudeta (Tortosí).
El llibre Jocs de paraules de Ramon Solsona i Antoni Bassas recull el terme fins ara desconegut de carpabot.

## Descripció
El cicle vital de tots els amfibis implica un estadi larvari que és intermedi entre l'embrió i l'adult. En la majoria dels casos, aquest estadi larvari és un organisme de vida lliure sense extremitats que té una cua i s'anomena capgròs, encara que en alguns casos (per exemple, en els gèneres de granotes Breviceps i Probreviceps) es produeix un desenvolupament directe en el qual l'etapa larvària es limita a l'ou. Els capgrossos de granotes són majoritàriament herbívors, mentre que els capgrossos de salamandres i cecilis són carnívors.

### Alimentació

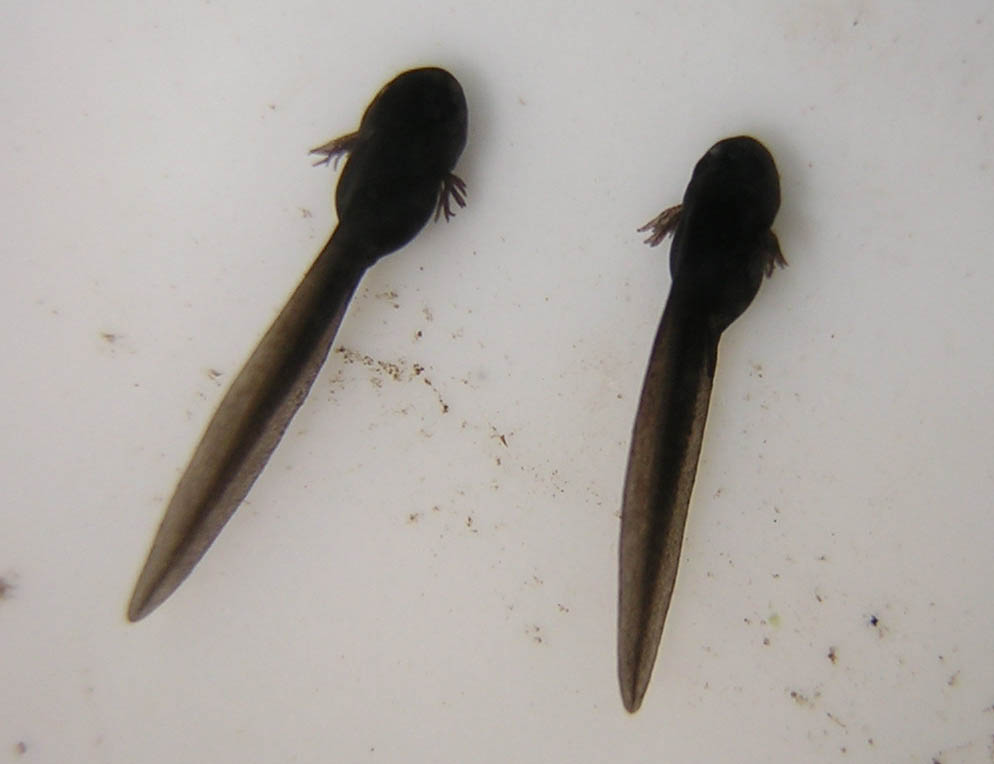
Capgrossos de deu dies. Les brànquies externes acabaran amagades per una capa de pell.

Els capgrossos de granotes i gripaus solen ser globulars, amb una cua comprimida lateralment amb la qual neden per ondulació lateral. Quan van eclosionar per primera vegada, els capgrossos tenen brànquies externes que finalment es cobreixen per la pell, formant una cambra opercular amb brànquies internes ventilades per espiracles. Depenent de l'espècie, hi pot haver dos espiracles a banda i banda del cos, un sol espiracle a la part inferior prop de la ventilació o un sol espiracle al costat esquerre del cos. Els capgrossos recentment desclosos també estan equipats amb una glàndula que els permet enganxar-se als objectes. Els capgrossos tenen un esquelet cartilaginós i un notocordi que finalment es converteix en una medul·la espinal.
Els capgrossos solen ser herbívors i s'alimenten de matèria vegetal en descomposició suau. L'intestí de la majoria de capgrossos és llarg i en forma d'espiral per digerir de manera eficient la matèria orgànica i es pot veure a través del ventre de moltes espècies. Tot i que molts capgrossos s'alimentaran d'animals morts, només unes poques espècies de granotes tenen capgrossos estrictament carnívors, un exemple són les granotes de la família Ceratophryidae, els seus capgrossos caníbals tenen boques amples amb la qual devoren altres organismes, inclosos altres capgrossos. Un altre exemple són els capgrossos del gripau de nou Mèxic (Spea multiplicata) que desenvolupen una dieta carnívora i tenen un cap més ample, músculs de la mandíbula més grans i un budell més curt si el menjar és escàs, cosa que els permet consumir gambes fades i els seus germans herbívors més petits. Alguns gèneres com Pipidae i Microhylidae tenen espècies els capgrossos filtradors que neden per la columna d'aigua alimentant-se de plàncton. Els capgrossos de Megophrys s'alimenten a la superfície de l'aigua mitjançant boques inusuals en forma d'embut.

### Desenvolupament
A mesura que madura el capgròs de granota, desenvolupa gradualment les seves extremitats, amb les potes posteriors creixent primer i les potes davanteres en segon lloc. La cua s'absorbeix al cos mitjançant l'apoptosi. Els pulmons es desenvolupen a mesura que les cames comencen a créixer, i els capgrossos en aquesta etapa sovint neden a la superfície i beuen aire. Durant les etapes finals de la metamorfosi, la boca del capgròs canvia d'una boca petita i tancada a la part davantera del cap a una boca gran de la mateixa amplada que el cap. Els intestins s'escurcen a mesura que passen d'una dieta herbívora a la dieta carnívora de les granotes adultes.
Els capgrossos varien molt en grandària, tant durant el seu desenvolupament com entre espècies. Per exemple, en una sola família, Megophryidae, la longitud dels capgròs en fase tardana varia entre 3.3 centimetres (1.3 in) i 10.6 centimetres (4.2 in). Els capgrossos de la granota paradoxal ( Pseudis paradoxa ) poden arribar als 27 centimetres (11 in), el més llarg de qualsevol granota, abans d'encongir-se a una mera longitud del musell a la ventilació de 3,4–7,6 cm (1,3-3,0 a).
Tot i que la majoria dels capgrossos habiten en aiguamolls, estanys, basses temporals i altres petites masses d'aigua amb aigua de moviment lent, algunes espècies s'adapten a diferents ambients. Algunes granotes tenen capgrossos terrestres, com la família dels ranixàlids, els capgrossos de la qual es troben a les escletxes humides prop dels rierols. Els capgrossos de Micrixalus herrei estan adaptats a un estil de vida fossorial, amb un cos i una cua musculosos, ulls coberts per una capa de pell i pigment reduït. Diverses granotes tenen capgrossos que viuen als rieres equipats amb una ventosa oral forta que els permet subjectar-se a les roques en aigua que flueix ràpidament, dos exemples són la granota morada de l'Índia ( Nasikabatrachus sahyadrensis ) i les granotes amb cua ( Ascaphus ) de l'oest d'Amèrica del Nord. Encara que no hi ha capgrossos marins, els capgrossos de la granota crancista poden viure en aigua salada.

### Reproducció
Alguns anurs adults protegeixen els seus capgrossos. Les granotes del gènere Afrixalus posen els ous a les fulles sobre l'aigua, plegant les fulles al voltant dels ous per protegir-les. Les granotes Pipa femelles incrusten els ous a l'esquena abans de cobrir-la amb una fina capa de pell. Els ous es desclouen sota la seva pell i creixen, i finalment surten com a grans capgrossos o com a granotes totalment formades (Calàpet de Surinam). Les granotes marsupials femelles ( Hemiphractidae ) porten ous a l'esquena durant diversos períodes, fins a deixar que els capgrossos es converten en petites granotes en una bossa. Els mascles de granota africana ( Pyxicephalus adspersus ) vigilen els seus capgrossos, atacant qualsevol cosa que pugui ser una amenaça potencial, tot i que en ocasions ell mateix es pot menjar alguns dels capgrossos.
Els mascles dels gripaus bigoti Emei ( Leptobrachium boringii ) construeixen nius a les ribes del riu on es reprodueixen amb les femelles i vigilen els ous, perdent fins a un 7,3% de la seva massa corporal en el temps que dediquen a protegir el niu. Els gripaus llevadors mascles ( Alytes ) porten ous entre les seves potes per protegir-los dels depredadors, i finalment els alliberen a una massa d'aigua quan estan a punt per eclosionar. Les granotes de dard verinós ( Dendrobàtids ) porten els seus capgrossos en diversos llocs, generalment al fitotelma, on romanen fins a la metamorfosi. Algunes granotes femelles, com la granota maduixaposen regularment ous no fecundats perquè els capgrossos en desenvolupament s'alimentin.

## Registre fòssil
Malgrat la seva naturalesa de cos suau i la manca de parts dures mineralitzades, els capgrossos fòssils (d'uns 10 cm de llargada) s'han recuperat d'estrats del Miocè superior. Es conserven gràcies als biofilms, amb estructures més robustes (la mandíbula i els ossos) conservades com una pel·lícula de carboni. Als fòssils del Miocè que s'han trobat al poble de Libros, Espanya, la carcassa del cervell es conserva en carbonat de calci, i el cordó nerviós en fosfat de calci. Altres parts dels cossos dels capgrossos existeixen com a restes orgàniques i biofilms bacterians, amb detritus sedimentaris presents a l'intestí. També es coneixen restes de capgrossos amb brànquies externes reveladores de diversos grups de laberintodonts. El fòssil inequívoc més antic, un capgròs de l'espècie Notobatrachus deguistioi del Juràssic mitjà, es va publicar el 2024.

## Ús humà
Els capgrossos s'utilitzen en diverses tradicions culinàries. Els capgrossos de la granota megofrida Oreolalax rhodostigmatus són especialment grans, més de 10 cm (3.9 in) de llargada, i es recullen per al consum humà a la Xina. Al Perú es recullen capgrossos Telmatobius mayoloi tant per a l'alimentació com per a la medicina.

## Mitologia i història
A l'antic Egipte la xifra 100.000 (ḥfn) en la numeració egípcia estava representada per un capgròs, car es deia que hom en troba prop de 100.000 després que les granotes ponguin.
Segons Sir George Scott, en els mites d'origen del poble wa a la Xina i Myanmar, el primer Wa es va originar a partir de dues avantpassats femenines, Ya Htawm i Ya Htai, que van passar la seva primera fase com a capgrossos (" rairoh ") en un llac del país Wa conegut com Nawng Hkaeo.